# Tadeusz Tucholski
Tadeusz Tucholski (ur. 30 kwietnia 1898 w Rogowie k. Pruszkowa, zm. 30 kwietnia 1940 w Katyniu) – docent doktor chemii, porucznik rezerwy uzbrojenia Wojska Polskiego, ofiara zbrodni katyńskiej.

## Życiorys

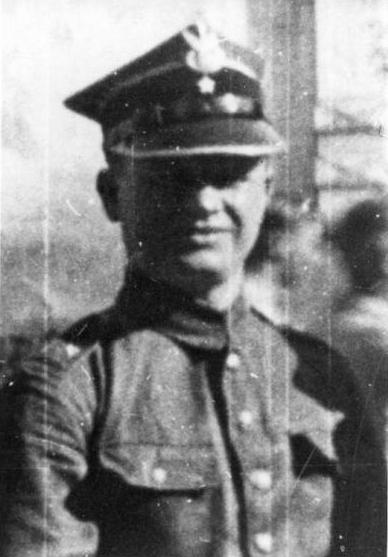
Tadeusz Tucholski w mundurze podporucznika służby uzbrojenia Wojska Polskiego

Urodził się jako najstarszy syn Bolesława i Zofii z domu Sereda. Miał rodzeństwo: braci Włodzimierza, Zdzisława, Czesława i siostrę Zofię. W latach 1909–1911 ojciec pracował przy budowie kolei transsyberyjskiej, a od 1911 przebywał wraz z rodziną w Brazylii, gdzie posiadał m.in. plantację kawy. Po odzyskaniu przez Polskę niepodległości, rodzina powróciła do ojczyzny w 1920.
Wkrótce potem Tadeusz Tucholski został przyjęty do Wojska Polskiego, wstąpił do 14 pułku artylerii polowej i w jego szeregach brał udział w wojnie polsko-bolszewickiej. Został odkomenderowany do Szkoły Pirotechnicznej przy Dowództwie Okręgu Generalnego „Poznań”. W 1923 zdał maturę. Do 1925 był kierownikiem Laboratorium Chemicznego i Pirotechnicznego Warsztatu Amunicyjnego nr 2 w Poznaniu oraz inspektorem magazynów materiałów wybuchowych. Od 1926 był zastępcą młodszego asystenta w Zakładzie Fizyki na Wydziale Lekarskim Uniwersytetu Poznańskiego. Ukończył studia na tej uczelni z tytułem magistra filozofii w 1927. Następnie uzyskał stanowisko starszego asystenta w 1928. W 1930 uzyskał stopień doktora filozofii za pracę pt. Widma metali otrzymywane w reakcjach wybuchowych. W toku prac od 1932 do 1934 wynalazł metodę dyferencjalnej analizy termicznej. W 1934 Ministerstwo Spraw Wojskowych skierowało go do Anglii, gdzie przez rok na University of Cambridge prowadził badania materiałów wybuchowych w laboratorium prof. Erica Rideala, wykonującego prace nad katalizą heterogenną. W 1936 na Wydziale Chemii uzyskał tytuł docenta w zakresie chemii fizycznej materiałów wybuchowych za pracę pt. Analiza termiczna pikrynianów. Odwodnienie, temperatury topnienia, inicjujące i przeciwwybuchowe. Był samodzielnym pracownikiem Ministerstwa Spraw Wojskowych, od 1937 do 1939 funkcjonował jako doradca MSWojsk., był pracownikiem naukowym Instytutu Techniki Uzbrojenia (ITU), wykładał „najnowszą teorię reakcji wybuchowych”, brał udział w badaniach Komisji Materiałów Wybuchowych Towarzystwa Wojskowo-Technicznego (przedmiotem jego prac była m.in. amunicja do działek przeciwpancernych). Prowadził badania w zakresie materiałów wybuchowych, opublikował ok. 20 prac naukowych. W 1939 został adiunktem w Zakładzie Technologii Organicznych Katedry Technologii Materiałów Wybuchowych Politechniki Warszawskiej. Tuż przed 1939 habilitował się.
W Wojsku Polskim w 1927 został przeniesiony do rezerwy w stopniu sierżanta. Odbył kurs podchorążych rezerwy i został awansowany do stopnia podporucznika rezerwy w korpusie oficerów uzbrojenia ze starszeństwem z dniem 1 września 1932. W 1934 jako podporucznik rezerwy uzbrojenia był przydzielony do 7 Oddziału Służby Uzbrojenia i pozostawał wówczas w ewidencji Powiatowej Komendy Uzupełnień Poznań Miasto. Został awansowany do stopnia porucznika 19 marca 1939.
W obliczu zagrożenia konfliktem zbrojnym w sierpniu 1939 Tadeusz Tucholski został zmobilizowany, skierowany do Zakładów Amunicyjnych „Pocisk” w Rembertowie i powołany do funkcji nadzorczej nad produkcją. Po wybuchu II wojny światowej w nocy 3/4 września 1939 załoga zakładu została ewakuowana na wschód. Po agresji ZSRR na Polskę na terenach wschodnich II Rzeczypospolitej został aresztowany przez Sowietów w nocy 17/18 września 1939 w koszarach strażnicy KOP w Mizoczu, co potwierdził prof. Tadeusz Urbański (dziekan wydziału na Politechnice Warszawskiej, w którym pracował Tadeusz Tucholski), który nie został aresztowany z uwagi na cywilny ubiór. Był przetrzymywany w obozie w Kozielsku, skąd nadesłał korespondencję do żony. 29 kwietnia 1940 został zabrany do Katynia i rozstrzelany przez funkcjonariuszy Obwodowego Zarządu NKWD w Smoleńsku oraz pracowników NKWD przybyłych z Moskwy na mocy decyzji Biura Politycznego KC WKP(b) z 5 marca 1940. Datę wywózki potwierdził Stanisław Swianiewicz, który był transportowany pociągiem tego samego dnia i przebywał w przedziale wagonu wraz z Tadeuszem Tucholskim (Swianiewicz został ocalony od egzekucji). Jest pochowany na Polskim Cmentarzu Wojennym w Katyniu, gdzie w 1943 jego ciało zostało zidentyfikowane w toku ekshumacji prowadzonych przez Niemców pod numerem 3804 (przy zwłokach zostały odnalezione legitymacja urzędnicza, wizytówki, talizman w postaci słonika, medalik).
Jego żoną była Zofia, z domu Osuchowska, córka Stefana, członka bojówki PPS. Mieli syna i Jędrzeja (1932–2012) i córkę Hannę. Od 1939 rodzina mieszkała przy ulicy Klasztornej w Rembertowie. W rembertowskim laboratorium pracował dr Zbigniew Kapuściński, także zamordowany w Katyniu w 1940.

## Ordery i odznaczenia
- Srebrny Krzyż Zasługi (10 sierpnia 1929)[6]

## Upamiętnienie

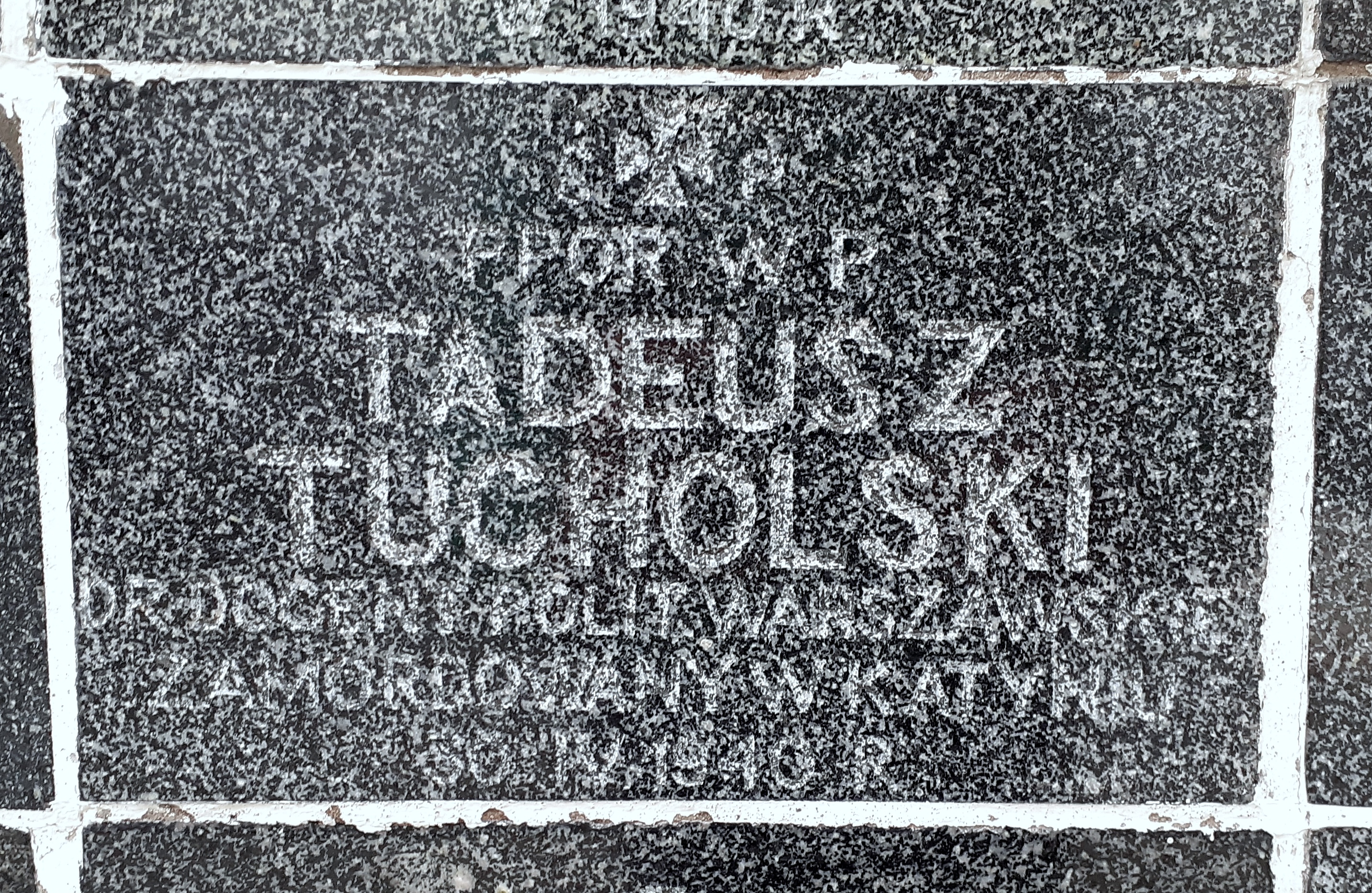
Tabliczka upamiętniająca na ścianie kościoła św. Karola Boromeusza w Warszawie

Został uhonorowany w zbiorowym upamiętnieniu chemików polskich na grobowcu prof. dr. Wandy Polaczkowej i Heleny Czarnodolowej (wdów po chemikach) na Cmentarzu Powązkowskim w Warszawie; pod głównym napisem Tu umarli żyją umieszczono dedykację o treści: Oto mogiła chemików, których prochy w latach 1939–45 rozsiane zostały przez wroga nie znalazły miejsca w polskiej ciszy cmentarnej.
5 października 2007 roku Minister Obrony Narodowej Aleksander Szczygło awansował go pośmiertnie do stopnia kapitana. Awans został ogłoszony 9 listopada 2007 roku, w Warszawie, w trakcie uroczystości „Katyń Pamiętamy – Uczcijmy Pamięć Bohaterów”.
Jego syn Jędrzej, absolwent Politechniki Warszawskiej, zajmował się zbrodnią katyńskiej, jej upamiętnieniem i publikował na jej temat.

## Publikacje
- O zastosowaniu ogniw termoelektrycznych do badania temperatury odwodnienia oraz temperatury wybuchu niektórych pikrynianów metalicznych (1932).
- Odwodnienie, temperatury topnienia, inicjujące i przewybuchowe pikrynianów Li, Na, K, Rb, Cs, Cu i Ag (1933).
- Odwodnienie, temperatury topnienia, inicjujące i przewybuchowe pikrynianów Be, Mg, Zn, Cd, Hg, Ca, Sr i Ba (1934).
- O łączeniu się tlenu z wodorem na powierzchni palladu, Część 2 (1937).
- Über die Reaktion von Wasserstoff mit Sauerstoff auf metallischem Palladium (1938).
- Rozkład termiczny pikrynianiu potasu (1939).